# Luková (Manětín)
Pour les articles homonymes, voir Luková.
Luková est un hameau de la commune de Manětín, dans le district de Plzeň-Nord de la région de Plzeň, en République tchèque.

## Géographie
Luková se trouve sur la rive gauche du Lukovský potok (ruisseau de Luková), à 6 km au nord-ouest du village de Manětín auquel il est rattaché. Manětín se trouve à 30 km au nord-nord-ouest de Plzeň.
Elle est composée de quinze hameaux : Brdo u Manětína, Česká Doubravice, Hrádek u Manětína, Kotaneč, Lipí u Manětína, Luková u Manětína, Mezí, Rabštejn nad Střelou, Radějov u Manětína, Stvolny, Újezd u Manětína, Vladměřice, Vysočany u Manětína, Zhořec u Manětína.
Au nord, Luková est limitrophe avec le village de Domašín (Štědrá), au sud avec Mezí et au sud-ouest avec Zhořec.

## Histoire
La première mention écrite du village date de 1115.

## Patrimoine
L'église Saint-Georges du XIVe siècle a été utilisée en 1968 pour la dernière fois,.
Lors de funérailles à l’intérieur du bâtiment, le plafond et une partie du toit se sont effondrés. Les habitants, terrifiés, ont pris cet événement comme un signe de mauvais augure et ne se sont plus aventurés à l’intérieur. L’église est tombée en ruine petit à petit. Tous les objets de valeurs ont été dérobés : les peintures, les statues, la cloche et l’horloge. Alors qu'elle est aujourd'hui dans un état de délabrement avancé, elle est devenue une véritable attraction touristique. De nombreux curieux s'y pressent, depuis qu'en 2014, ont été installées et exposées 32 statues de plâtre. Ces sculptures sont l'œuvre de Jakub Hadrava, étudiant de la faculté d'Art et Design (ZČÚ) à Plzeň. Les personnages symbolisant des croyants sont debout entre les bancs ou même assis, les visiteurs les considèrent comme des fantômes.
Cette mise en scène est censée représenter les Allemands des Sudètes, qui allaient tous les dimanches prier dans l'église. Le produit des droits d'entrée est destiné à sauver l'église. Ils sont laissés à la libre discrétion des visiteurs,.

## Galerie

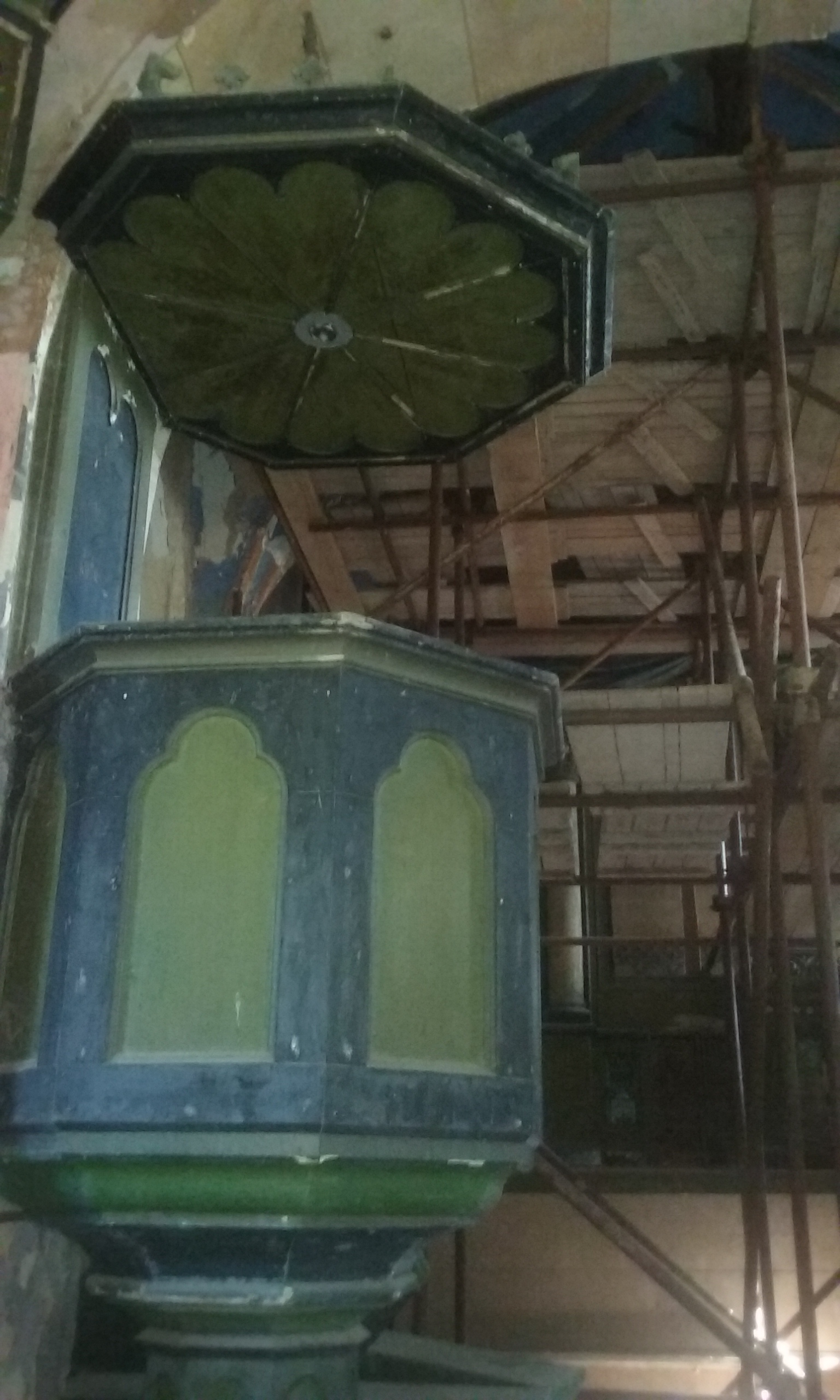
La chaire de l'église
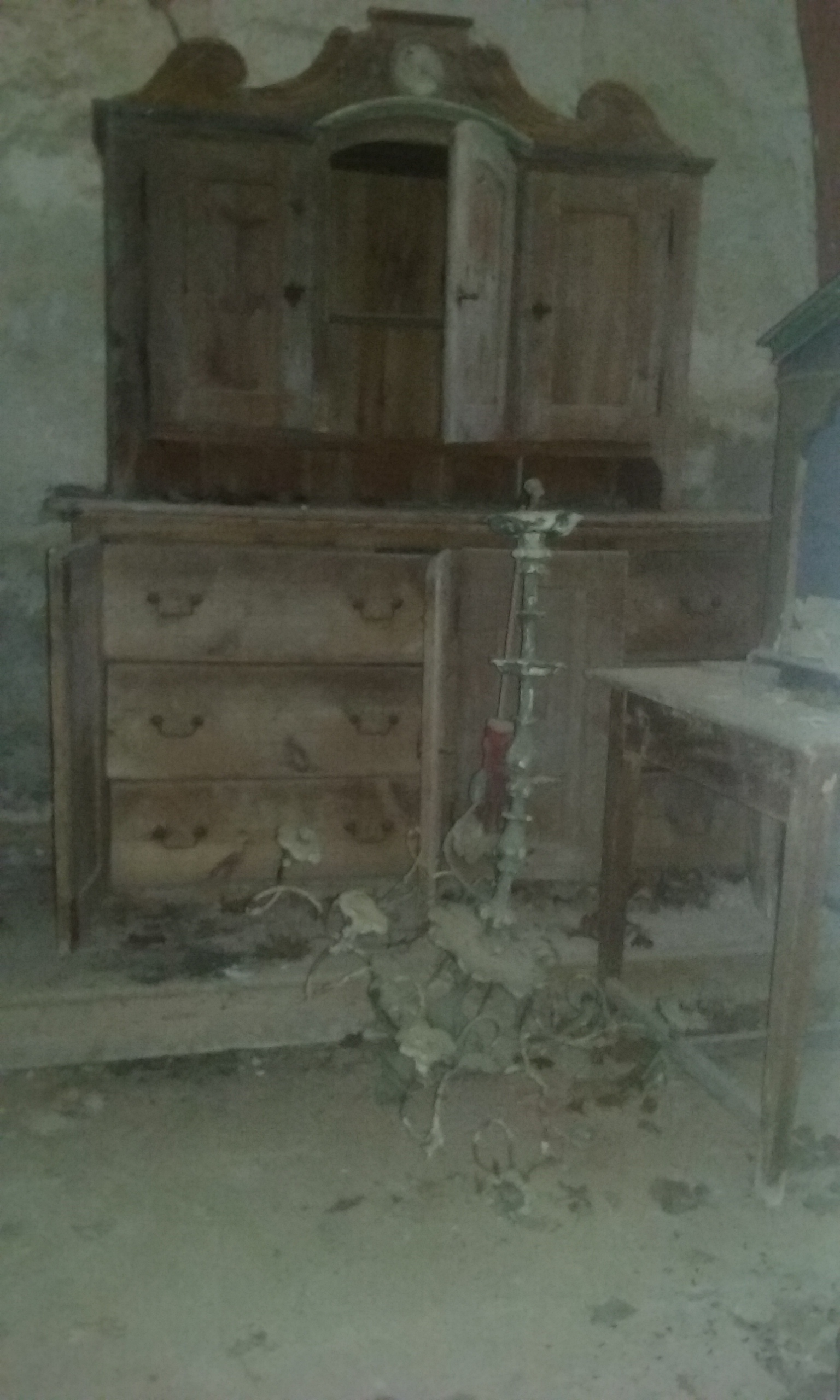
Meuble de sacristie
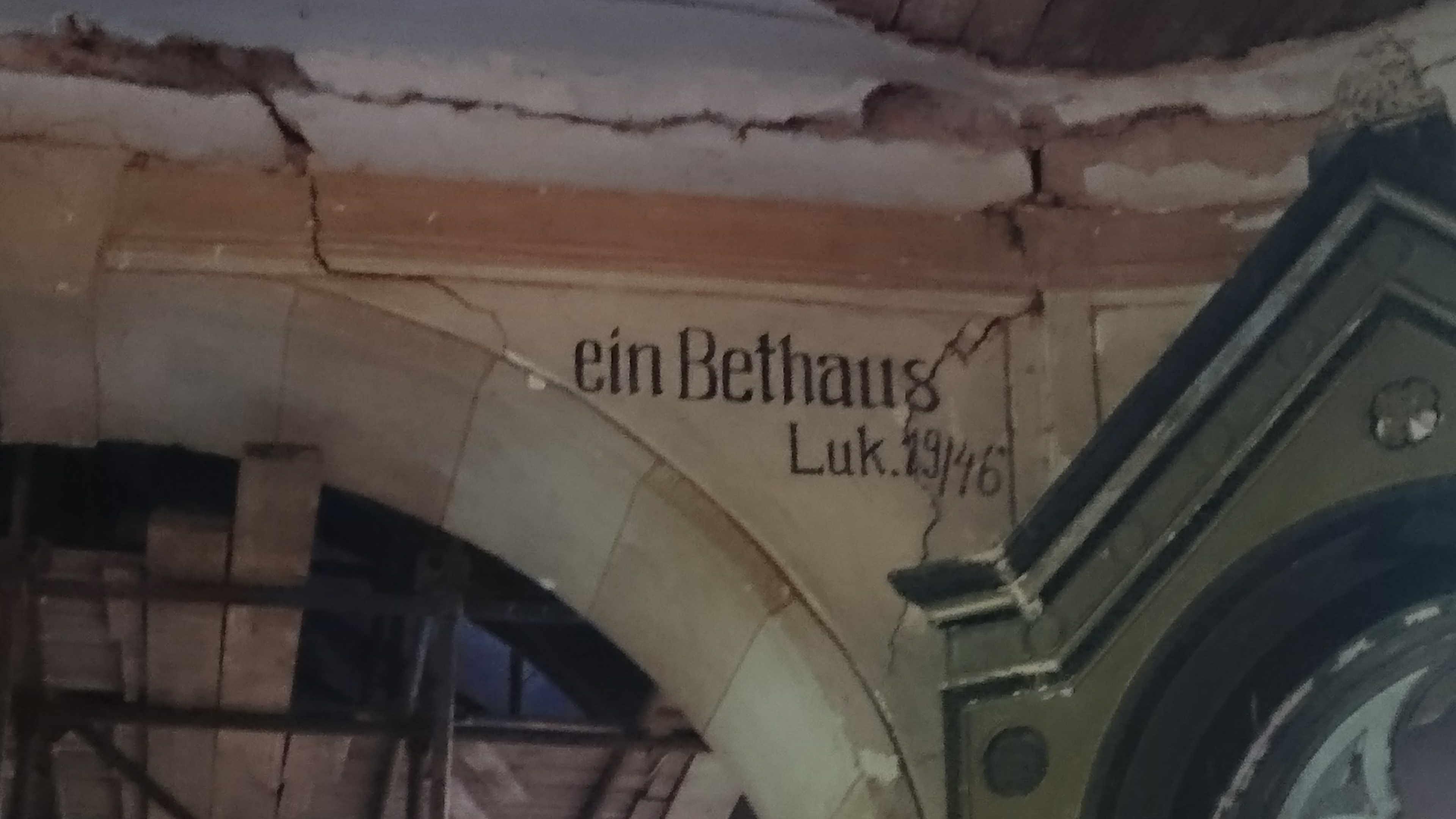
Détail dans l'église
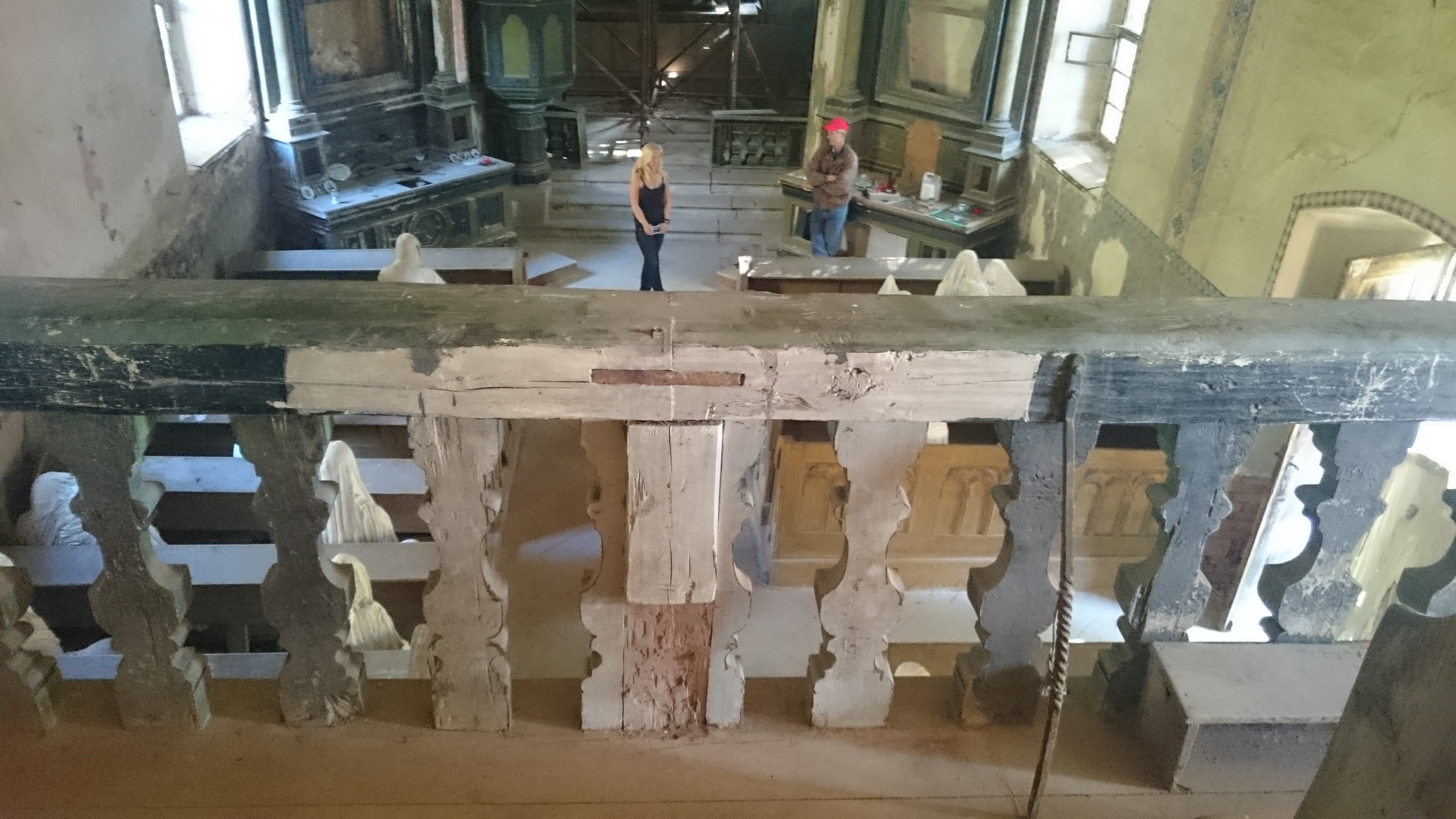
Vue de la tribune de l'église
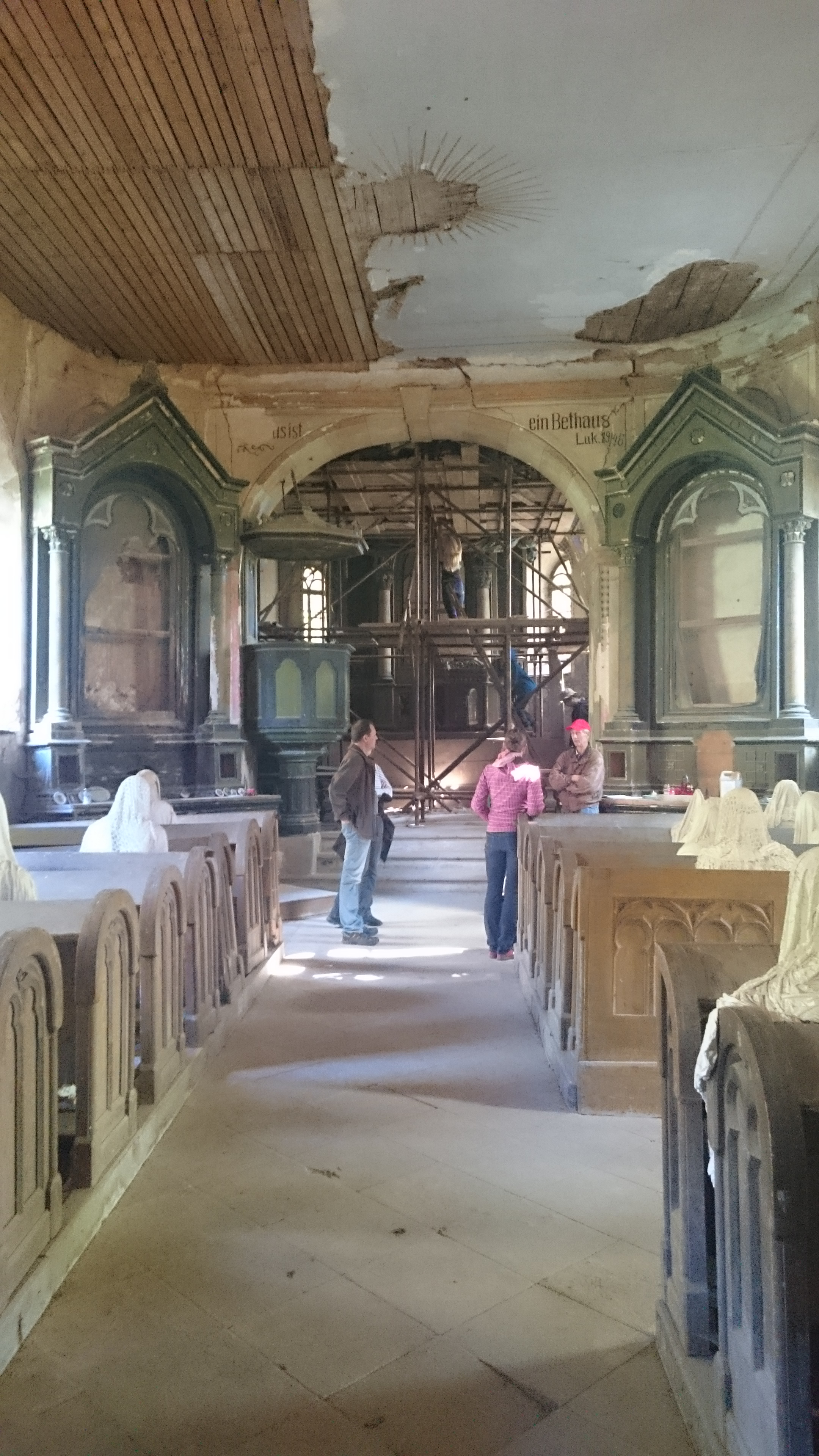
La nef de l'église
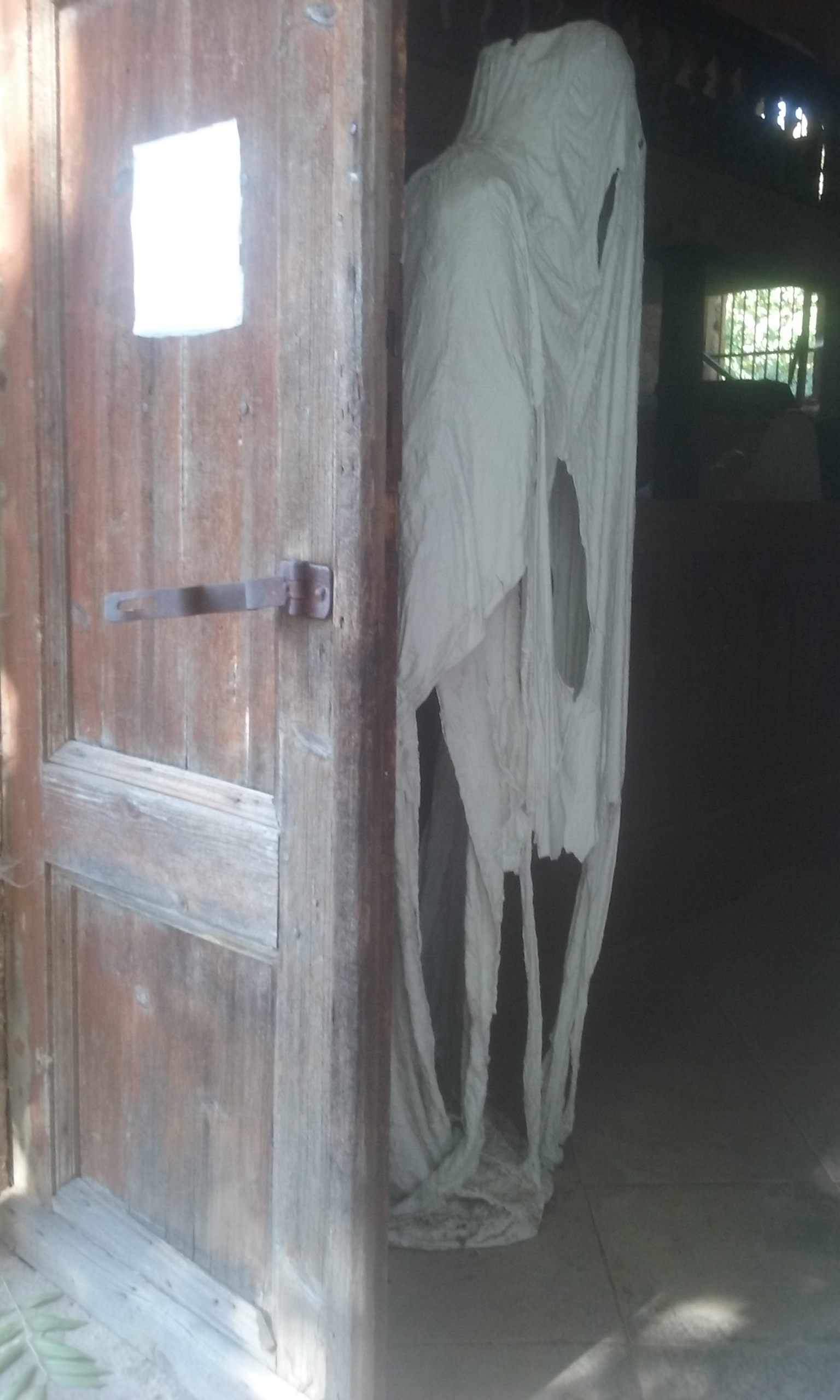
Un fantôme
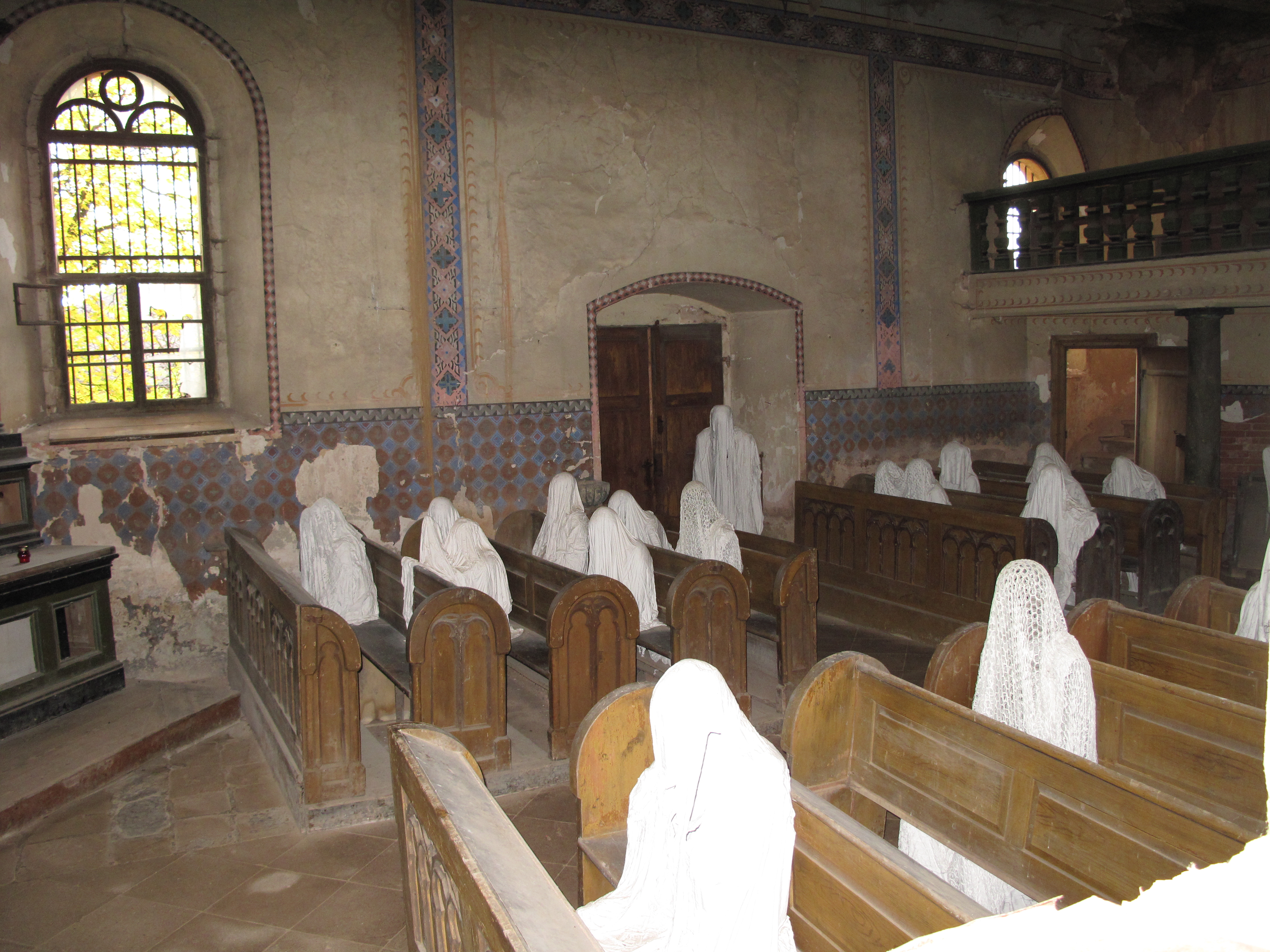
Des fantômes
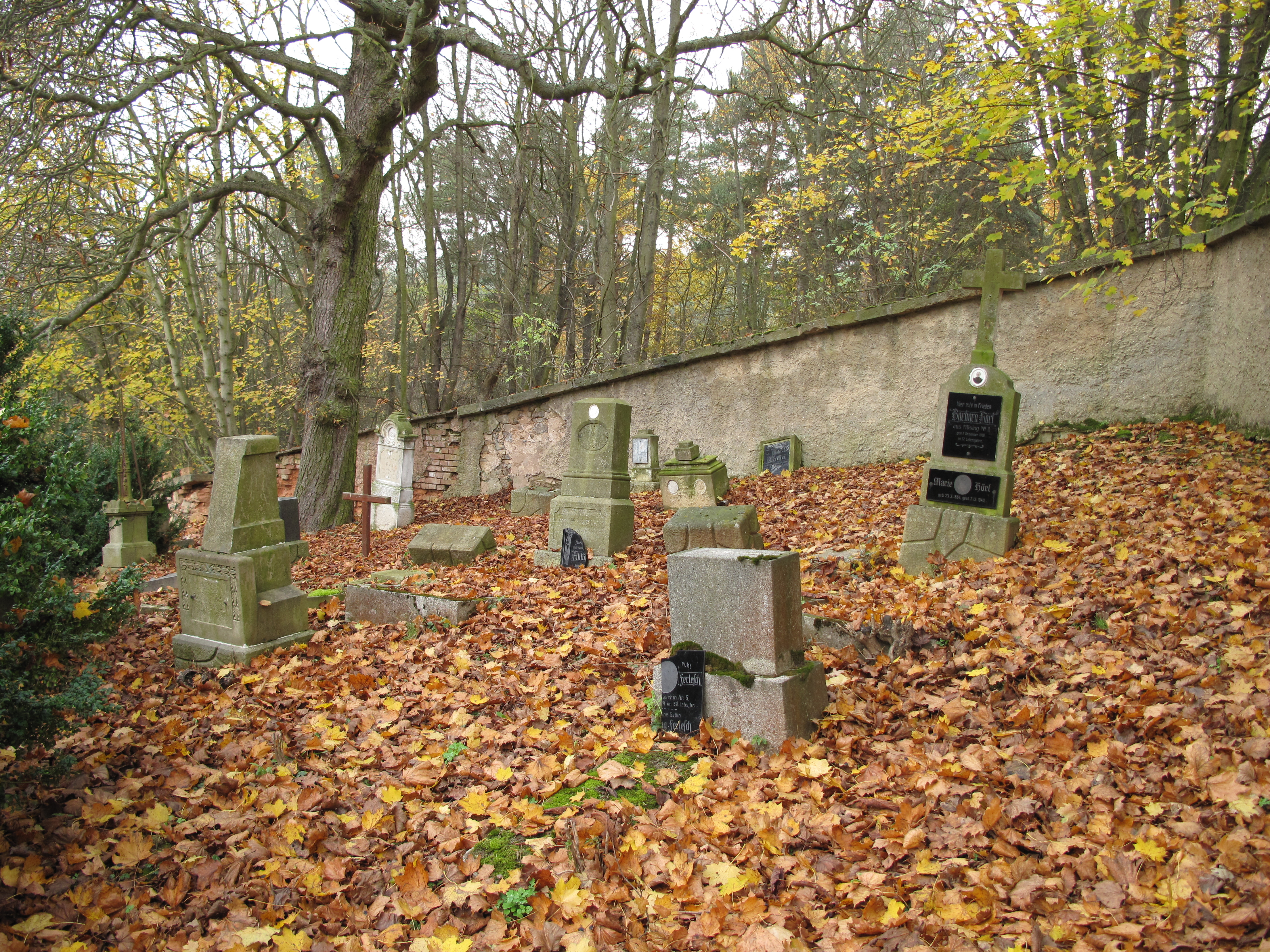
Le vieux cimetière